# Nacionalidad brasileña
La nacionalidad brasileña es materia en el derecho brasileño, regulada por el artículo 12 de la Constitución de Brasil.
Brasil es un estado miembro del Mercosur y un estado asociado de la Comunidad Andina, por lo tanto, todas las personas que sean titulares de un pasaporte brasileño o una  cédula de identidad brasileña tienen derecho a circular, trabajar y vivir libremente sin necesidad de un visado en cualquier país de América del Sur, excepto Surinam y Guyana.

## Marco legal
Al igual que otros países latinoamericanos, Brasil establece los parámetros reguladores de la nacionalidad en su Constitución, lo que no ocurre —por ejemplo— en la mayoría de las naciones europeas, cuyas reglas de nacionalidad son abordadas detalladamente en leyes y decretos ad hoc. 
De hecho, desde la primera Carta Magna brasileña (Constitución Política del Imperio de Brasil de 1824), el tema de la nacionalidad es directamente tratado en la Constitución.
La institución del concepto de ius soli es una constante desde entonces en la atribución de la nacionalidad brasileña y es, de hecho, su principio fundamental, aunque no el único. El concepto de ius sanguinis también es previsto por la Constitución, pues nunca se ignoró la condición de los niños hijos de padre brasileño o de madre brasileña nacidos fuera del territorio de Brasil.
La Constitución vigente, con la modificación del concepto de nacionalidad de la enmienda constitucional de revisión número 3 del 7 de junio de 1994, trata la nacionalidad en su artículo 12, cuyo primer ítem está redactado de la siguiente manera:

Son brasileños:
I - por nacimiento:
- a) los nacidos en la República Federativa de Brasil, aun hijos de padres extranjeros, siempre y cuando estos no estén al servicio de su país;
- b) los nacidos en el extranjero, de padre brasileño o de madre brasileña, siempre y cuando cualquiera de ellos esté al servicio de la República Federativa de Brasil;
- c) los nacidos en el extranjero, de padre brasileño o de madre brasileña, siempre y cuando sean inscritos en repartición brasileña competente (por ejemplo, consulado) o vengan a residir en la República Federativa de Brasil y opten, en cualquier tiempo, por la nacionalidad brasileña."

II - naturalizados:
- a) los que, en la forma de la ley, adquieran la nacionalidad brasileña, exigidas a los originarios de países de lengua portuguesa apenas residencia por un año ininterrumpido e idoneidad moral;
- b) los extranjeros de cualquier nacionalidad residentes en la República Federativa de Brasil hace más de quince años ininterrumpidos y sin condena penal, desde que requieran la nacionalidad brasileña."

La naturalización está también regulada por otros textos legales, que imponen requisitos de carácter práctico al ciudadano extranjero que tenga intención de hacerse brasileño, como ser residente permanente y tener idoneidad moral.

### Distinción entre brasileño nato y naturalizado
La Constitución prohíbe la distinción legal entre brasileños por nacimiento y naturalizados, excepto en los casos en ella previstos:
- Son privativos de brasileño por nacimiento los siguientes cargos:
  - Presidente y Vicepresidente de la República;
  - Presidente de la Cámara de Diputados;
  - Presidente del Senado Federal;
  - Ministro del Supremo Tribunal Federal;
  - de cargos diplomáticos;
  - de oficial de las Fuerzas Armadas;
  - Ministro de Defensa; y
  - los seis cargos de miembro del Consejo de la República mencionados en el artículo 89, ítem VII, de la Constitución Federal.
- ningún brasileño puede ser extraditado, excepto el naturalizado, en caso de crimen común practicado antes de la naturalización, o de comprobada participación en tráfico de drogas.
- la propiedad de empresas periodísticas, de radio o TV es privativa de brasileños natos o naturalizados hace más de diez años.

### Estatuto de los portugueses
El artículo 12, párrafo primero, de la Constitución Federal otorga a los portugueses con residencia permanente en Brasil los derechos inherentes al brasileño, excluidas las prerrogativas constitucionales de brasileño nato. Son requisitos para la concesión de la igualdad la residencia habitual (permanente), la mayoría de edad y la formulación del pedido junto al Ministerio de Justicia de Brasil.
Los portugueses pueden requerir la igualdad de tratamiento en lo que respecta a derechos civiles; pueden, además, solicitar que les sean concedidos derechos políticos análogos a los del brasileño (excepto los privativos de brasileño nato). En este último caso, se exige un mínimo de tres años de residencia permanente.
El llamado "Estatuto de Igualdad" es regulado, en el plano bilateral, por los artículos 12 a 22 del Tratado de Amistad, Cooperación y Consulta entre Brasil y Portugal, celebrado en Porto Seguro el 22 de abril de 2000.

## Brasileños naturalizados
Esta es una lista de brasileños naturalizados, o sea, de ciudadanos que se hicieron brasileños por efecto de la naturalización.
- Adolfo Bloch - periodista judío nacido en Ucrania.
- Alfredo Volpi - pintor nacido en Italia.
- Carmen Miranda - cantante nacida en Portugal
- Chen Kong Fang - pintor nacido en China.
- Chieko Aoki - empresaria nacida en Japón.
- Clarice Lispector - escritora judía nacida en Ucrania.
- Dorothy Stang - misionera nacida en Estados Unidos.
- Edmond Safra - banquero judío-libanés.
- Eliot Gutierres - periodista nacido en Italia.
- Érick Jacquin - chef de cocina nacido en Francia.
- Fernando Meligeni - tenista nacido en Argentina.
- Francesc Petit - publicista y pintor español.
- Francisco Stockinger - escultor nacido en Austria.
- Frans Krajcberg - artista nacido en Polonia.
- Frei Damião - religioso católico nacido en Italia.
- Giovanni Guido Cerri - médico nacido en Italia.
- Giselle Itié - actriz nacida en México.
- Giulia Gam - actriz nacida en Italia.
- Guido Mantega - sociólogo y economista nacido en Italia.
- Hans Donner - diseñador nacido en Alemania.
- Héctor Babenco - cineasta nacido en Argentina.
- Hector Julio Páride Bernabó (o Carybé) - pintor, escultor e ilustrador nacido en Argentina.
- Henrique Bernardelli - pintor nacido en Chile.
- Italo Zappa - diplomático nacido en Italia.
- Lasar Segall - pintor nacido en Lituania.
- Lina Bo Bardi - arquitecta nacida en Italia.
- Manabu Mabe - pintor nacido en Japón.
- Maria da Conceição Tavares - economista nacida en Portugal.
- Olga Benario Prestes - militante comunista judía nacida en Alemania.
- Padre Quevedo - Padre Católico parapsicólogo nacido en España
- Pietro Maria Bardi - marchand nacido en Italia.
- Rodolfo Bernardelli - escultor nacido en México
- Sebastián Cuattrin - atleta de canotaje nacido en Argentina.
- Silvia Mónica Allende - psicóloga nacida en Chile.
- Sophie Charlotte - actriz nacida en Alemania.
- Tomie Ohtake - pintora nascida en Japón.
- Vahan Agopyan - ingeniero civil nacido en Turquía (de etnia armenia).
- Vladimir Herzog - periodista judío nacido en Croacia.
- Vladimír Kozák - pintor nacido en República Checa.
- Thiago Pereira, Futebolista nascido en Estaduos Unidos.